# Цетлин, Александр Борисович
Александр Борисович Цетлин (род. 28 августа 1954, Москва) — российский биолог, доктор биологических наук, профессор. Директор Беломорской биологической станции МГУ.

## Биография
В 1971 году выпускник физико-математической школы № 2 (классный руководитель З. М. Фотиева).
В 1976 году окончил кафедру зоологии беспозвоночных биологического факультета МГУ. В 1981 году получил степень кандидата биологических наук, защитив диссертацию по теме «Фауна и распределение многощетинковых червей в Белом море». А в 1992 году защитил диссертацию на соискание степени доктора наук «Эволюция пищедобывательного аппарата многощетинковых червей (Annelida)».
Много лет работает на родной кафедре (с 2002 года — профессор), где по словам В. В. Малахова, в частности, «внедрил и развил <…> водолазные методы исследования, которые буквально спасли морскую тематику кафедры в 90-е годы, когда организация дальних морских экспедиций стала невозможной».
В 2005 году назначен директором ББС МГУ, внёс существенные улучшения в работу станции.
Научные интересы сосредоточены в области изучения многощетинковых червей.

## Виды, названные в честь А. Б. Цетлина
- Acasta tzetlini Kolbasov, 1992
- Brada tzetlini Jirkov & Filippova in Jirkov, 2001
- Cyanea tzetlinii Kolbasova & Neretina, 2015
- Molgula tzetlini Sanamyan, 1993
- Spio tzetlini Sikorski in Jirkov, 2001

## Избранные труды
- Цетлин А. Б. Практический определитель многощетинковых червей Белого моря. — Москва: Издательство Московского университета, 1980. — 113 с.
- Флора и фауна Белого моря: иллюстрированный атлас / Моск. гос. ун-т им. М. В. Ломоносова, Беломорская биологическая станция им. Н. А. Перцова; под ред. А. Б. Цетлина, А. Э. Жадан и Н. Н. Марфенина. — Москва : Товарищество научных изданий КМК, 2010. — 470, [2] с.